# Gymnogobius cylindricus
Gymnogobius cylindricus är en fiskart som först beskrevs av Tomiyama, 1936.  Gymnogobius cylindricus ingår i släktet Gymnogobius och familjen smörbultsfiskar. Inga underarter finns listade i Catalogue of Life.